# Cere
Cere (em latim: Caere; em grego: Agylla) foi uma antiga cidade da Etrúria, a próxima da costa do mar Tirreno, junto a um rio chamado Ceretano Amnis (atual Vaccina). Fazia fronteira com Veios pelo leste e com Tarquínia (Tarquinii) pelo norte. Estava a menos de 50 km de Roma. Hoje é a cidade de Cerveteri.
O território da Cere independente se estendia ao sul, até o Tibre ou cerca deste rio, e limitada com os territórios de Veios ao leste, e Tarquínia ao norte. Ao oeste tinha o mar e na costa estava seu porto, Pirgos. Provavelmente Álsio era uma cidade dependente. Artena estava próxima ao território de Veios, mas parece claramente que pertencia a Cere. Pela parte da costa era cruzada pela Via Aurélia, que seguramente tinha uma estrada que se desviava até a cidade. Outra via levava da cidade à Via Clódia.